# 左翼 (科西嘉)
左翼（科西嘉语：A Manca）是法国科西嘉的一个托洛茨基主义组织。该组织成立于1998年1月10日，当时取名为民族左翼。2009年1月，该组织改组为新反资本主义党科西嘉联合会，并改用现名。2012年1月，该组织恢复独立，将自己重新定位为新反资本主义党的合作伙伴。2014年11月22日—23日，在该组织的第五次代表大会上，该组织重申了自己是国际主义左翼争取粉碎资本主义的斗争在科西嘉的代表，将继续为争取科西嘉人的自决权和科西嘉人的历史得到承认的权利而斗争。该组织积极参加科西嘉各种群众运动以及地方选举。该组织是第四国际的常驻观察员。2024年，该组织加入新人民阵线。